# Гамільтон (округ, Теннессі)
Шаблон:StateAbbr_ 35°11′ пн. ш. 85°10′ зх. д. / 35.18° пн. ш. 85.17° зх. д.
Округ  Гамільтон (англ. Hamilton County) — округ (графство) у штаті  Теннессі, США. Ідентифікатор округу 47065.

## Історія
Округ утворений 1819 року.

## Демографія
За даними перепису 2000 року загальне населення округу становило 307896 осіб, зокрема міського населення було 277759, а сільського — 30137. Серед мешканців округу чоловіків було 147282, а жінок — 160614. В окрузі було 124444 домогосподарства, 83692 родин, які мешкали в 134692 будинках. Середній розмір родини становив 2,95.
Віковий розподіл населення поданий у таблиці:
| Стать    | До 15 років | 15-21 | 22-29 | 30-39 | 40-49 | 50-65 | 65-85 | Понад 85 |
| -------- | ----------- | ----- | ----- | ----- | ----- | ----- | ----- | -------- |
| Чоловіки | 30416       | 14807 | 16370 | 21644 | 22848 | 24647 | 15240 | 1310     |
| Жінки    | 29006       | 14895 | 16375 | 22419 | 25142 | 26718 | 22129 | 3930     |

## Суміжні округи
- Бледсо — північ
- Ріа — північний схід
- Меґс — північний схід
- Бредлі — схід
- Вітфілд, Джорджія — південний схід
- Катуза, Джорджія — південь
- Вокер, Джорджія — південь
- Дейд, Джорджія — південний захід
- Меріон — захід
- Секвачі — північний захід

## Виноски
1. ↑  U.S. Decennial Census. United States Census Bureau. Архів оригіналу за 12 травня 2015. Процитовано 5 квітня 2015.
2. ↑  Historical Census Browser. University of Virginia Library. Архів оригіналу за 11 серпня 2012. Процитовано 5 квітня 2015.
3. ↑  Forstall, Richard L., ред. (27 березня 1995). Population of Counties by Decennial Census: 1900 to 1990. United States Census Bureau. Архів оригіналу за 21 лютого 2015. Процитовано 5 квітня 2015.
4. ↑  Census 2000 PHC-T-4. Ranking Tables for Counties: 1990 and 2000 (PDF). United States Census Bureau. 2 квітня 2001. Архів оригіналу (PDF) за 18 грудня 2014. Процитовано 5 квітня 2015.
5. ↑  State & County QuickFacts. United States Census Bureau. Архів оригіналу за 7 червня 2011. Процитовано 2 грудня 2013.(англ.) Наведено за англійською вікіпедією.
6. ↑  American FactFinder. Бюро перепису населення США. Архів оригіналу за 21 травня 2008. Процитовано 31 січня 2008.

| США | Це незавершена стаття з географії США. Ви можете допомогти проєкту, виправивши або дописавши її. |